# Hockey Club Merano
Le Hockey Club Merano est un club de hockey sur glace de Merano dans le Trentin-Haut-Adige en Italie. Il évolue en Serie A2, le second échelon italien.

## Historique
Le club est créé en 1968. Fin 2004, l'équipe est reléguée de la Serie A en Serie A2. Elle a remporté la Serie A à deux reprises.

## Palmarès
- Vainqueur de la Serie A: 1986, 1999.
- Vainqueur de la Serie A2: 1971, 1978, 1991.